# Емил Казо
Леон Емил Казо (на френски: Leon Emile Cazot) е френски католически духовник, лазарист, мисионер в Македония, дългогодишен преподавател в Солунската българска семинария.

## Биография
Роден е през април 1863 година във Вердюн. Завършва философия във Вердюнската семинария. Става монах в Цариград в лазаристкия орден в 1884 година. На 21 октомври 1889 година е ръкоположен за свещеник. В 1895 година става директор на френския колеж „Сен Беноа“ в Цариград.
Оглавява мисията в Солун в 1898 година и става директор на Солунската българска семинария и ръководител на всички институти на лазаристите и на милосърдните сестри в Македония. Като последен директор на семинарията до 1914 година, Казо е с най-продължителен стаж и големи заслуги за развитието на училището. Казо поддържа каузата на македонските българи чрез обширните си контакти с френски обществени дейци. Самият той заявява:
| „ | Говоря български, независимо че съм французин. | “ |

В 1914 година 27-о общо събрание избира отец Казо за генерален касиер на ордена на отците лазаристи. От 1924 година е директор на обществото на милосърдните сестри на Свети Викентий в Париж. В 1933 година става генерален викарий на конгрегацията.
Умира в 1938 година.